# Ck Calvin Klein
ck Calvin Klein es una línea de difusión de la marca estadounidense Calvin Klein, propiedad de PVH Corp.

## Actividades
La ropa de ck Calvin Klein para mujer y hombre se distribuye exclusivamente a través del socio licenciatario Onward Kashiyama en Japón y a través de tiendas independientes operadas por el licenciatario Club 21 en el Sudeste Asiático. El socio licenciatario G.A.V. lanzó ropa femenina bajo la marca en en los Estados Unidos en la primavera de 2005.
En 2005, Kashiyama fue el titular de la licencia de ck Calvin Klein prêt-à-porter en Japón, con un valor de venta al público de 20 millones de euros.
En diciembre de 2005, el Grupo Warnaco anunció que, en 2006, adquiriría el 100% de las acciones de las empresas que operan las licencias y los negocios relacionados de venta al por mayor y al por menor de Calvin Klein Jeans y accesorios en Europa y Asia, así como la línea de ropa deportiva y accesorios ck Calvin Klein en Europa, de Fingen SpA, un holding florentino, y Euro Cormar SpA por 240 millones de euros.
En 2013, PVH Corp., que había comprado Calvin Klein Inc. en 2003, adquirió Warnaco, recuperando así el control de la marca.

## Relojes y joyería ck

### Relojes
En 2014, la marca cambió de relojes cK a Relojes Calvin Klein y todos los nuevos modelos presentados en Baselworld 2014 lucieron el logotipo "Calvin Klein" en la esfera en lugar del logotipo "ck".
Hasta 2021, los relojes Calvin Klein se producían bajo licencia por el Grupo Swatch, el mayor fabricante de relojes del mundo.
 En 2019, el Grupo Swatch anunció que el acuerdo de licencia con Calvin Klein no se renovaría. En agosto de 2020, PVH firmó un acuerdo de licencia con Grupo Movado para producir relojes para la marca Calvin Klein.

### Joyería
Las joyas ck se venden en Japón a través de Vendome Yamada Corp., uno de los principales fabricantes y distribuidores japoneses de joyería de moda. En 2004, se lanzó una colección complementaria a nivel mundial fuera de Japón bajo licencia con el Grupo Swatch.